# Plemię
Plemię – grupa rodów, wywodzących się od wspólnego przodka (w odróżnieniu od szczepu), zamieszkujących jeden obszar i połączonych wspólnymi związkami społecznymi oraz ekonomicznymi. Plemię ma świadomość bliskiego pokrewieństwa, posługuje się tym samym językiem (lub dialektem) i jest połączone wyznawaniem tego samego kultu religijnego. Definicja „krewniacza” plemienia może być też w niektórych przypadkach (np. plemion słowiańskich) zastąpiona definicją terytorialną. Według tej definicji plemię to lokalna wspólnota osadnicza, złożona z kilku lub kilkunastu mniejszych wspólnot terytorialnych (np. na ziemiach polskich tą mniejszą wspólnotą było opole).
Plemiona były rodzajem przedpaństwowej formy organizacji społeczeństw.
W warunkach słowiańskich organami plemienia były:
- wiec wolnych członków;
- starszyzna plemienna, złożona z naczelników rodów lub opoli, żup lub wierwów;
- książę wybieralny lub dziedziczny.